# Akrópolis
Pour les articles homonymes, voir Acropolis.
Akrópolis (grec moderne : Ακρόπολις) est un ancien journal grec situé à Athènes. Entre 1883 et 1921, il joue un rôle majeur dans le débat concernant la question linguistique grecque, en particulier dans les événements qui ont conduit à la crise évangélique de 1901 à Athènes.

## Histoire
Akrópolis est essentiellement la création d'un homme, Vlásis Gavriilídis (en), qui le fonde en 1883 puis joue un grand rôle dans sa gestion jusqu'à sa mort en 1920. En effet, huit mois plus tard, le journal cesse de paraître, bien qu'il ait été relancé en 1929 et ait été publié par intermittence depuis lors,,.